# 朱縉炯
肅昭王朱縉炯（1527年—1557年），號星海，明朝第五代肅王——肅定王朱弼桄的世子。他於何年封肅世子已不可考，後來他在嘉靖三十六年（1557年）薨逝，諡曰昭憲世子。長子肅懷王朱紳堵嗣位肅王後，追封朱縉炯为肅昭王。

## 子女
1. 肅懷王 朱紳堵